# Simca

Simcas logo 1970.

Simca var en fransk biltillverkare som verkade mellan 1934 och 1980. Namnet Simca är en akronym för Société Industrielle de Mécanique et de Carrosserie Automobile.

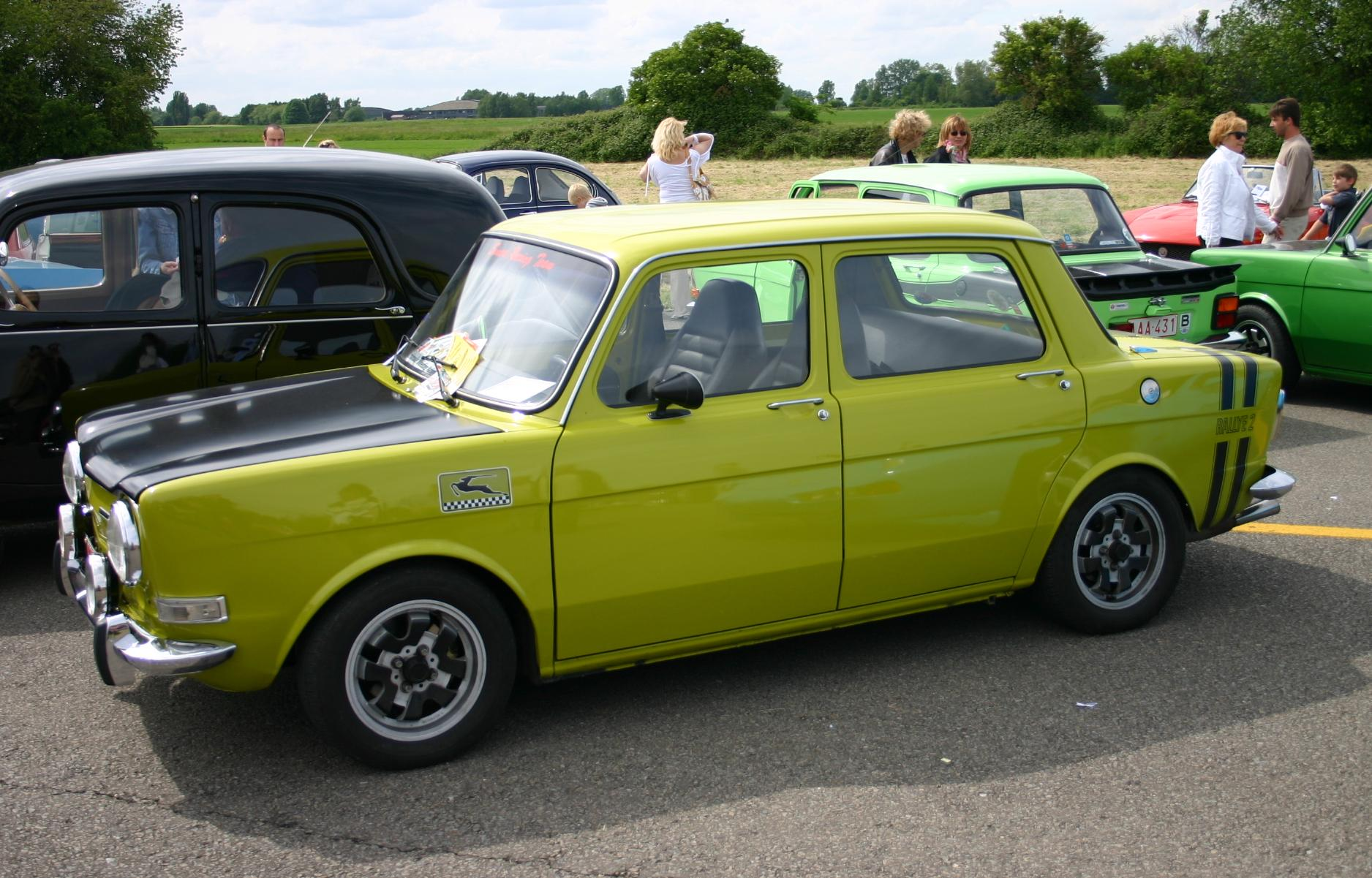
Simca Rallye 2

## Historia

### 1934-1951
Simca grundades 1934 av Henri Théodore Pigozzi (1898-1964) med Fiat som en av delägarna. Pigozzi hade då grundat och lett SAFAF (Société Anonyme Française des Automobiles Fiat) som importerade Fiat-bilar till Frankrike sedan 1927. Pigozzi övertog lokaler i Nanterre, en förort till Paris, efter biltillverkaren Donnet. Simca byggde bilar på licens från Fiat, bland annat Balilla (6 CV) och Ardita (11 CV).
Redan före andra världskriget samarbetade Simca med Amédée Gordini, som trimmade de Fiat-baserade bilarna. Efter kriget resulterade samarbetet i ett formel 1-stall med namnet Equipe Gordini.

### 1951-1970
Simca presenterade sin första egna konstruktion, Aronde, 1951. Aronde var en mycket modern bil, med självbärande kaross och individuell framhjulsupphängning. Bilen blev en stor succé och företaget växte snart ur sina tillverkningslokaler. Problemet löstes när Simca 1954 köpte Ford Frances tillverkning i Paris-förorten Poissy. Samtidigt tog Simca över tillverkningen av Vedette. 

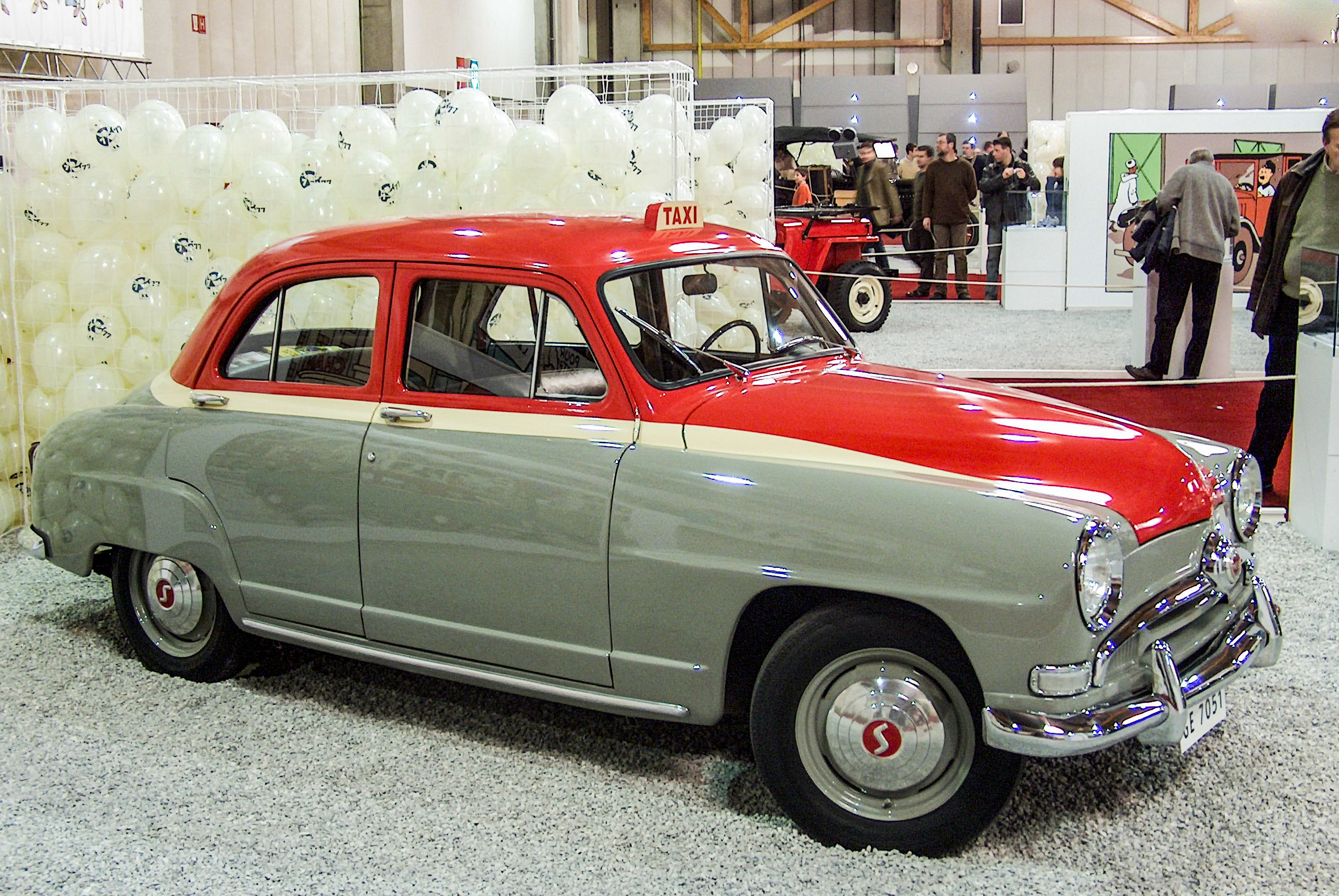
Simca Aronde (1954)
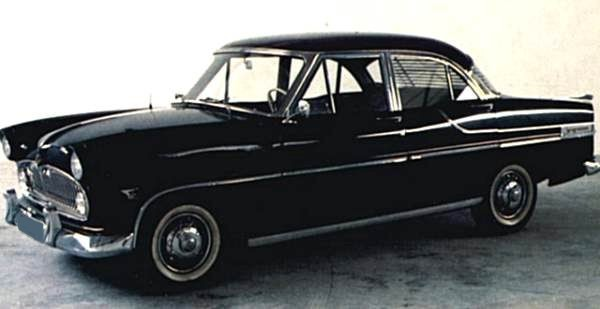
Simca Vedette (1956)
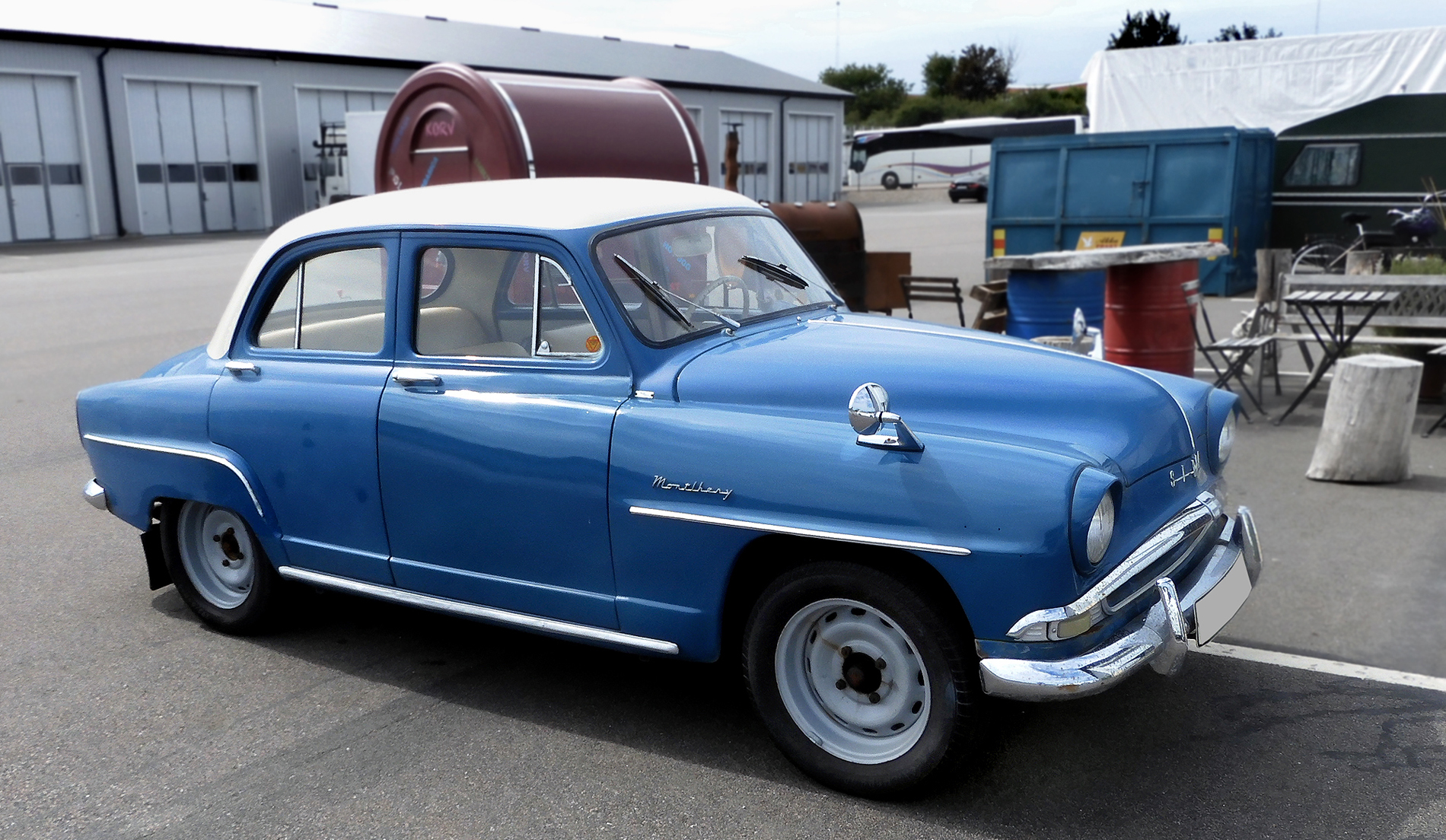
Simca (1957)

Simca expanderade starkt under femtiotalet. År 1952 köptes lastbilstillverkaren Unic och 1958 lyxbilstillverkaren Talbot-Lago. I slutet av årtiondet var Simca Frankrikes näst största biltillverkare efter Renault. I Sverige hade ANA i Nyköping hand om försäljningen av Simca.
Simca startade produktion i Brasilien 1958 genom Simca do Brasil med att montera Vedette-bilar som kom i CKD-satser från Frankrike. Med tiden blev den inhemska andelen allt större och i mitten av 1960-talet ersattes Vedetten av en moderniserad version, kallad Esplanada. När Chrysler Corporation övertog aktiemajoriteten i Simca 1966 ersattes Esplanada av den USA-konstruerade Dodge Dart.
Även sextiotalet blev mycket framgångsrikt och 1000-modellen var Frankrikes främsta exportsuccé. Med 1100-modellen kunde Simca erbjuda sina kunder en toppmodern bil.

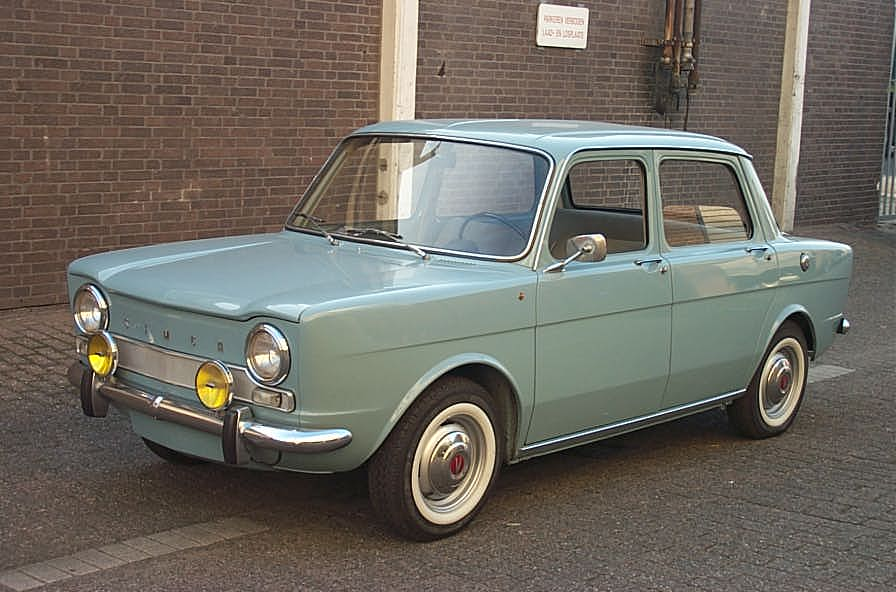
Simca 1000
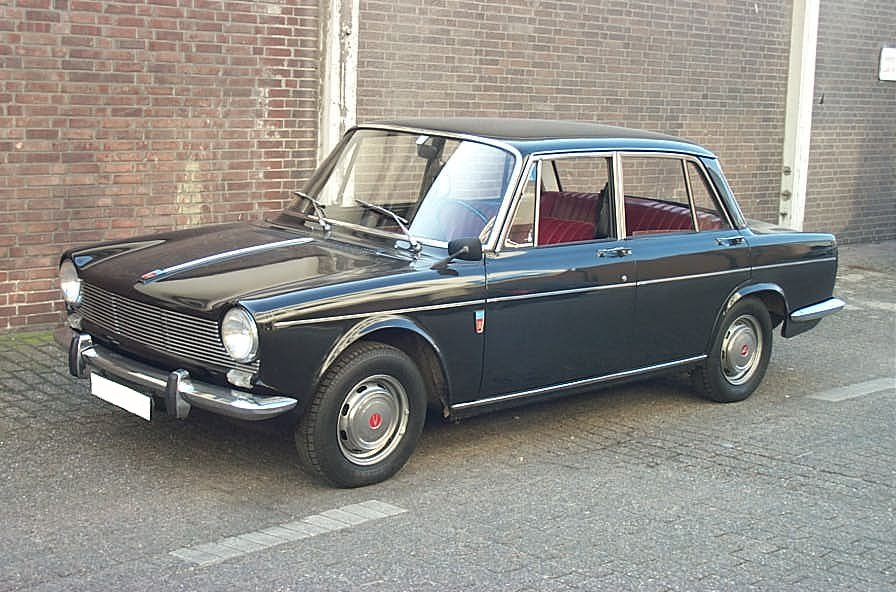
Simca 1500 (1964)

I slutet av femtiotalet köpte Chrysler Corporation in sig i företaget i sin strävan att bygga en världsomspännande verksamhet och från 1964 övertog man aktiemajoriteten. Några år senare började Chryslers femhörniga logotyp användas på bilarna.

### 1970-1980
År 1970 bytte Simca formellt namn till Chrysler France och på exportmarknaderna kallades bilarna nu Chrysler-Simca. Årtiondet började utmärkt och Simca 1100 var Frankrikes mest sålda bil. Modellerna 1307 och Horizon valdes till Årets bil i Europa 1976 respektive 1979. Simca tillverkade även bilar tillsammans med Matra.

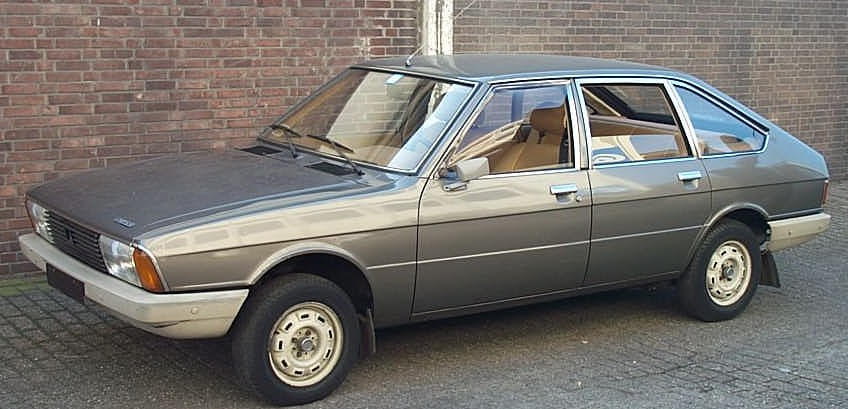
Simca 1307 GLS (1978)
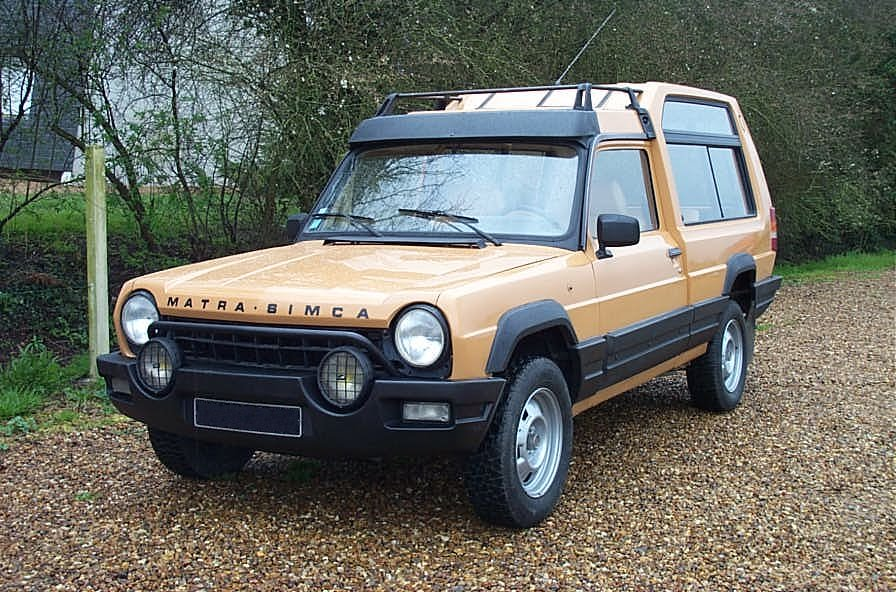
Matra Simca Rancho
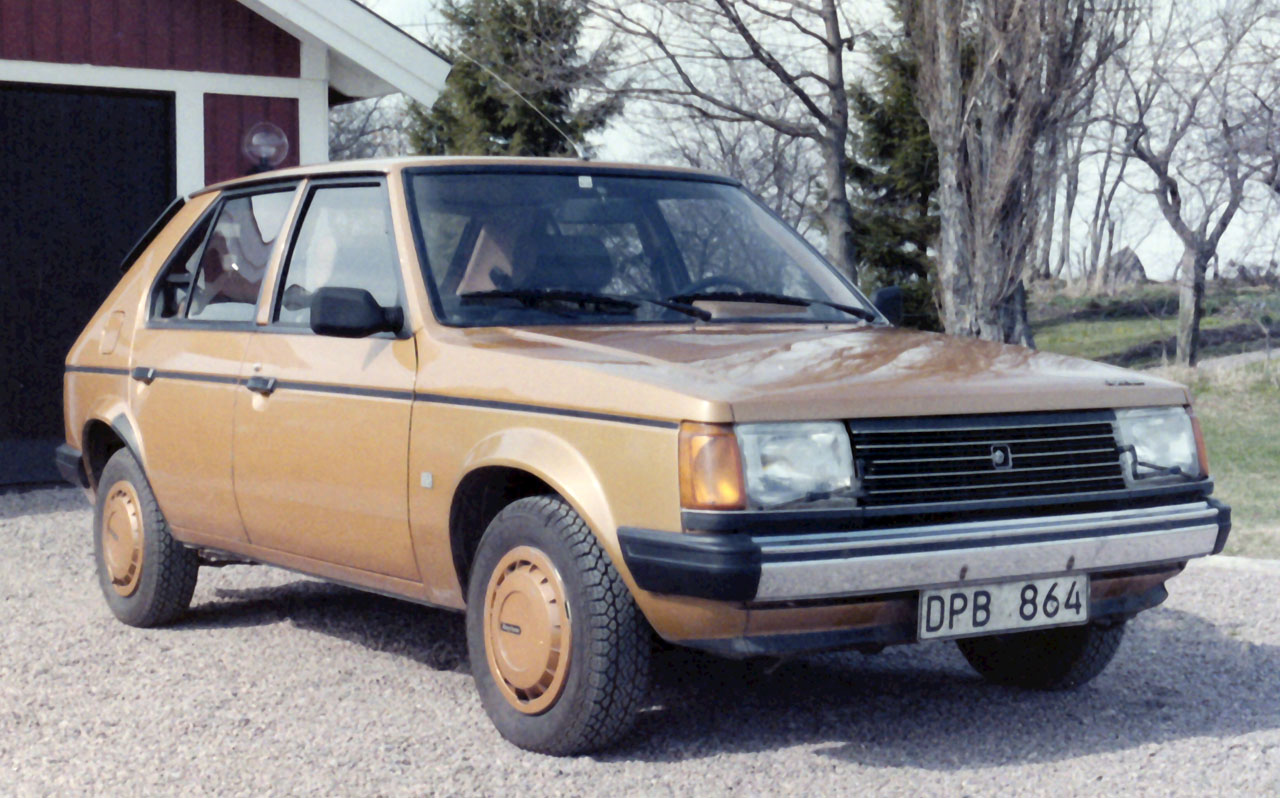
Simca Chrysler Horizon

Chrysler Europe kämpade under hela sin livstid med stora förluster. År 1977 slutade Europa-satsningen med konkurs och Simca såldes till PSA-koncernen som bytte namn på Simca till Talbot. Namnbytet gjorde kunderna förvirrade och till följd därav sjönk försäljningen. Talbot försvann som bilmärke några år senare.

## Modeller

### Simca-Fiat
- 6 CV (1932-37) (Version av Fiat 508 "Balilla")
- 11 CV (1934-37) (Version av Fiat 518 "Ardita")

### Simca
- Simca 5 (1936-46) (Version av Fiat 500)
- Simca 8 (1937-51) (Version av Fiat 1100 "Balilla")
- Simca 6 (1947-50) (Version av Fiat 500C)
- Simca Aronde (1951-64)
- Simca Vedette (1955-61)
- Simca Ariane (1957-63)
- Simca 1000 (1962-79)
- Simca-Abarth 1150 (1963-67)
- Simca 1300/1500 - 1301/1501 (1963-76)
- Simca 1200 S Coupé Bertone (1967-71)
- Simca 1100 (1967-81)

### Chrysler-Simca
- Chrysler-Simca 180 (1970-82)
- Chrysler-Simca 1307 / Talbot 1510 (1975-86)
- Chrysler-Simca Horizon (1978-85)
- Simca Solara (1980-1986)

### Matra-Simca
- Matra-Simca MS11 (Formel 1) (1968)
- Matra-Simca 630M MS630/650 (Sportvagnsracer) (1969-70)
- Matra-Simca MS120A-D (Formel 1) (1970-72)
- Matra-Simca MS660 (Sportvagnsracer) (1970-72)
- Matra-Simca MS670 (Sportvagnsracer) (1972-74)
- Matra-Simca Bagheera (1973-80)
- Matra-Simca Rancho (1977-84)
- Matra-Simca Murena (1980-83)